# کنی زیلیاکوس
کُنراد ویکتور زیلیاکوس (انگلیسی: Konrad Viktor Zilliacus؛ ۱۸ دسامبر ۱۸۵۵ – ۲۴ ژوئن ۱۹۲۴) سیاست‌مدار، مترجم و نویسنده اهل کشور فنلاند بود.